# Zoran Tošić
Zoran Tošić, cyr. Зоран Тошић (ur. 28 kwietnia 1987 w Zrenjaninie) – serbski piłkarz występujący na pozycji pomocnika. Mierzy 171 cm wzrostu.
Jest wychowankiem klubu FK Radnički Zrenjanin. Następnie występował w innych klubach z tego miasta: Futurze, Proleterze oraz Banacie. W 2007 roku trafił do Partizana Belgrad, zaś 2 lata później do Manchesteru United, gdzie nie zdołał przebić się do podstawowego składu. Przebywał również na wypożyczeniu w FC Köln. W swojej karierze świętował mistrzostwo Serbii oraz mistrzostwo Anglii.
W reprezentacji Serbii U-21 grał w latach 2007–2009, zaś w seniorskiej reprezentacji zadebiutował w 2007 roku. Ma za sobą występ na Mistrzostwach Europy U-21 2007, gdzie Serbia zdobyła srebro oraz Mistrzostwach Europy U-21 2009. Grał też na turnieju Igrzysk Olimpijskich 2008 w Pekinie oraz na Mundialu 2010 w Południowej Afryce. Zarówno igrzyska jak i mistrzostwa świata Serbowie zakończyli na fazie grupowej.

## Życie prywatne
Zoran Tošić urodził się w miejscowości Zrenjanin, w północno-wschodniej Serbii. Mówi o sobie, że jest człowiekiem rodzinnym. W 2010 roku urodziła mu się córka Ina. Jego pseudonimem jest „Bambi”. Na pierwszym treningu w drużynie Banata zaczęto tak na niego mówić, ponieważ był najmłodszy w drużynie oraz bardzo chudy.

## Kariera

### Początki
W wieku juniorskim grał w klubach: FK Radnički oraz ŠF Futura. Seniorską karierę piłkarską rozpoczął w klubie z rodzinnego miasta, Proleter Zrenjanin. Drużyna ta występowała wtedy w Srpska Liga Vojvodina. W zespole Proletera występował do końca sezonu 2005/06, w którym zagrał w sumie w 7 meczach. Po fuzji Proletera z klubem z Super liga Srbije, Budućnostią Banatski Dvor w 2006 roku, Zoran Tosić trafił do nowo powstałego Banata Zrenjanin. W sezonie 2006/07 grał na tyle dobrze (25 meczów, 2 bramki), że został dostrzeżony przez Partizana Belgrad. Ówczesny wicemistrz Serbii kupił go w lipcu 2007 roku za 400.000 euro.

### Partizan Belgrad (2007–2009)
W barwach drużyny Grobari, Zoran Tošić zadebiutował 11 sierpnia 2007 roku, wchodząc z ławki rezerwowych w meczu z Vojvodiną (0:1) na stadionie Karađorđe w Nowym Sadzie. Potem na dobre zagościł w pierwszym składzie Partizana. Świetne występy w lidze przyniosły mu powołanie do reprezentacji Serbii. W sezonie 2007/08 wystąpił w 32 meczach ligowych i zdobył 8 bramek. Zagrał też 7 meczów w drużynie narodowej. W sezonie 2008/09 zainteresowanie zawodnikiem wyraził angielski potentat, Manchester United. Rundę jesienną spędził jeszcze w Partizanie. Kluby doszły do porozumienia 22 listopada 2008 roku – Zoran Tošić wraz z kolegą z drużyny, Ademem Ljajiciem, miał przenieść się do klubu z Manchesteru, tyle że on w styczniu 2009 roku, zaś cztery lata młodszy Ljajić, dokładnie rok później. Jak się później okazało Adem Ljajić nie dostał pozwolenia na pracę w Wielkiej Brytanii, więc był zmuszony pozostać w dotychczasowym klubie.
Przez dwa lata gry w Partizanie, Tošić zdobył wraz z nim mistrzostwo i puchar Serbii, zagrał też dla niego w 46 meczach i zdobył 14 bramek.

### Manchester United (2009–2010)
Zoran Tošić w styczniu 2009 roku stał się piłkarzem Manchesteru United. Angielski klub zapłacił za niego Partizanowi 8 mln euro. Jego debiut w lidze nastąpił 28 stycznia 2009 roku w meczu z West Bromwich Albion (5:0). Zmienił wtedy Carlosa Téveza. W sumie, w Premier League zagrał w 2 meczach. W sezonie 2008/2009 świętował wraz z klubem mistrzostwo Anglii oraz triumf w Carling Cup. W sezonie 2009/2010 grywał głównie w Premiership Reserve League North – wystąpił w sześciu spotkaniach, w których strzelił cztery gole. W styczniu 2010 roku, władze „Czerwonych Diabłów” zdecydowały się wypożyczyć Tošicia na pół roku do niemieckiego klubu 1. FC Köln, by zawodnik mógł się rozwijać. Ostatecznie Tošić został sprzedany w lipcu 2010 do CSKA Moskwa za 10 milionów euro.

### FC Köln (2010)
27 stycznia 2010 roku wyjechał do Kolonii, by grać tam do końca sezonu 2009/2010. W drużynie z Nadrenii Północnej-Westfalii, Tošić zadebiutował 30 stycznia 2010 roku w wygranym meczu z Eintrachtem Frankfurt (2:1). 27 marca 2010 roku strzelił dwa gole przeciwko drużynie Hannoveru 96 (4:1). W Bundeslidze Serb zagrał w sumie w 13 meczach i zdobył 5 bramek. W meczach z Eintrachtem Frankfurt, FC Schalke 04 (0:2), Bayernem (1:1) oraz 1. FSV Mainz 05 (0:1) nie grał od pierwszej minuty. Zawodnik deklarował chęć transferu definitywnego, jednak FC Köln nie doszedł do porozumienia z Manchesterem.

### CSKA Moskwa (2010–2017)

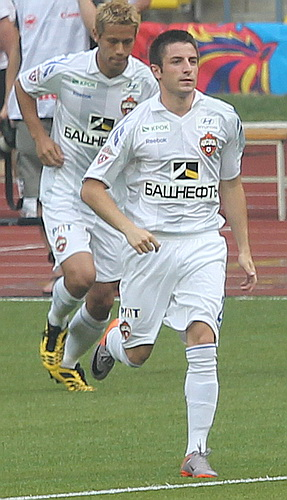
Zoran Tošić grający w CSKA Moskwa

Zoran Tošić w nowym klubie dostał koszulkę z numerem 21. O miejsce w pierwszym składzie na pozycji skrzydłowego konkurował ze swoim rodakiem, Milošem Krasiciem. Ten jednak odszedł w przerwie letniej przed sezonem 2010/2011 do włoskiego Juventusu Turyn. W barwach CSKA Moskwa zadebiutował 1 sierpnia 2010 roku w wygranym meczu ze Spartakiem Moskwa (2:1). Zawodnik wystąpił w podstawowym składzie, zaś w 73. minucie został zmieniony przez Sekou Oliseha. 15 sierpnia 2010 roku, w meczu z Anży Machaczkała, zdobył swoją pierwszą bramkę dla CSKA. Gole zdobywał również w konfrontacji z Ałaniją Władykaukaz (2:1) i Krylją Sowietow (4:3). Pierwszym meczem Tošicia w europejskich pucharach w barwach CSKA było spotkanie z Anorthosisem Famagusta (4:0), w którym Serb zaliczył dwa trafienia.

### Statystyki
| Klub               | Sezon     | Liga  | Liga | Puchar | Puchar | Puchar ligi | Puchar ligi | Europejskie puchary | Europejskie puchary | Suma  | Suma |
| Klub               | Sezon     | Mecze | Gole | Mecze  | Gole   | Mecze       | Gole        | Mecze               | Gole                | Mecze | Gole |
| ------------------ | --------- | ----- | ---- | ------ | ------ | ----------- | ----------- | ------------------- | ------------------- | ----- | ---- |
| Proleter Zrenjanin | 2005/06   | 7     | 0    |        |        | –           | –           | 0                   | 0                   | 7     | 0    |
| Banat              | 2006/07   | 25    | 2    |        |        | –           | –           | 0                   | 0                   | 25    | 2    |
| Partizan           | 2007/08   | 32    | 8    | 4      | 1      | –           | –           | 0                   | 0                   | 36    | 9    |
| Partizan           | 2008/09   | 17    | 6    | 1      | 1      | –           | –           | 7                   | 2                   | 25    | 9    |
| Manchester United  | 2008/09   | 2     | 0    | 1      | 0      | 0           | 0           | 0                   | 0                   | 3     | 0    |
| Manchester United  | 2009/10   | 0     | 0    | 0      | 0      | 2           | 0           | 0                   | 0                   | 2     | 0    |
| FC Köln (wyp.)     | 2009/10   | 13    | 5    | 1      | 0      | 0           | 0           | 0                   | 0                   | 14    | 5    |
| CSKA Moskwa        | 2010      | 12    | 3    | 3      | 0      | –           | –           | 12                  | 4                   | 12    | 3    |
| CSKA Moskwa        | 2011/2012 | 36    | 9    | 1      | 0      | –           | –           | 6                   | 1                   | 43    | 10   |
| Suma               | Suma      | 144   | 33   | 11     | 2      | 2           | 0           | 19                  | 6                   | 182   | 42   |

## Reprezentacja

### U-21
Zoran Tošić w reprezentacji Serbii U-21 zadebiutował 23 marca 2007 roku w meczu z Belgią. Pierwszego gola w serbskiej drużynie młodzieżowej zdobył 27 marca 2007 roku w meczu z Portugalią. W tym samym roku wystąpił w finałach Mistrzostw Europy U-21 w Holandii, gdzie wraz z kolegami dotarł do finału turnieju. Ten sukces dał jego drużynie przepustkę do igrzysk olimpijskich. W 2008 roku wystąpił na Igrzyskach Olimpijskich w Pekinie. Również w 2009 roku zagrał na młodzieżowych mistrzostwach Starego Kontynentu. W sumie w kadrze młodzieżowej zagrał w 17 meczach, zdobył w nich 2 gole.

### Serbia
W seniorskiej reprezentacji kraju zadebiutował we 8 września 2007 roku w meczu z Finlandią. Pierwszego gola w kadrze zdobył 12 sierpnia 2009 roku w meczu z RPA. W czerwcu 2010 roku został powołany na mistrzostwa świata. Nie zagrał w dwóch pierwszych meczach turnieju, rozegranych 13 czerwca z reprezentacją Ghany (0:1) oraz meczem Niemcami (1:0), który odbył się 18 czerwca. W meczu z Australią (1:2) grał od 62. minuty. Ostatecznie Serbia swój udział w mundialu zakończyła na fazie grupowej.

#### Bramki w kadrze[29]
| #  | Data                 | Miasto         | Przeciwnik        | Wynik | Wynik końcowy | Rozgrywki            |
| -- | -------------------- | -------------- | ----------------- | ----- | ------------- | -------------------- |
| 1. | 12 sierpnia 2009     | Atteridgeville | Południowa Afryka | 1–0   | 3–1           | Mecz towarzyski      |
| 2. | 12 sierpnia 2009     | Atteridgeville | Południowa Afryka | 3–0   | 3–1           | Mecz towarzyski      |
| 3. | 14 października 2009 | Mariampol      | Litwa             | 1–1   | 1–2           | Eliminacje MŚ 2010   |
| 4. | 3 marca 2010         | Algier         | Algieria          | 3–0   | 3–0           | Mecz towarzyski      |
| 5. | 9 lutego 2011        | Tel Awiw-Jafa  | Izrael            | 1–0   | 2–0           | Mecz towarzyski      |
| 6. | 25 marca 2011        | Belgrad        | Irlandia Północna | 2–1   | 2–1           | Eliminacje EURO 2012 |
| 7. | 6 września 2011      | Belgrad        | Wyspy Owcze       | 2–0   | 3–1           | Eliminacje EURO 2012 |
| 8. | 11 września 2012     | Nowy Sad       | Walia             | 2–0   | 6–1           | Eliminacje MŚ 2014   |

## Sukcesy

### Serbia
- Super liga Srbije (1): 2008
- Kup Srbije (1): 2008

### Anglia
- Premier League (1): 2009
- Carling Cup (1): 2009